# Râul Chișer
Râul Chișer este un curs de apă, afluent al râului Crișul Alb din județul Arad. 

## Hărți
- Harta județului Arad
- Harta munții Apuseni